# 新社村 (花蓮縣)
新社村位於台灣花蓮縣豐濱鄉中北方，東臨太平洋，西依海岸山脈，北接磯崎村，南臨豐濱村，全村轄區南北狹長，地勢由西向東傾斜，西側山區坡度陡峭，開發受限制，東側沿海地區主要為斷層海岸地形，海岸侵蝕嚴重，海岸梯田為村內特有景觀。本村年均溫約24度，年均雨量約2900毫米，雨量多集中在五月至十月份。
本村人文資源豐富，居民以阿美族及噶瑪蘭族居多，原住民人口比例約為88.5%，主要聚落為新社部落，居民以噶瑪蘭族為主，是目前全台保存最多噶瑪蘭語言及文化的部落。部落內也有部分阿美族人，因此當地中年以上的人多半都能使用流利的阿美語。
新社部落人口多由加禮宛事件後遷來的噶瑪蘭族人所組成。另外行政村內還轄有以阿美族人口為多數的東興部落、復興（加塱）部落以及閩南人為主體的富光（蚊仔山）聚落等。

## 歷史
新社的地名之始於清治光緒4年（1878）間，加禮宛戰役後，臺灣鎮總兵吳光亮採「勒遷以分其勢」的政策，迫使部份加禮宛社族人疏散其眾於東面沿海一帶重建部落，名新社仔社，從「新社仔」一名可知新社一地從噶瑪蘭族移居建社之初，即是以台語命名的。 新社另有一噶瑪蘭語名Paterungan，原意為船停泊靠岸之地。

## 社區工藝

### 新社部落-香蕉絲編織工藝
新社部落族人將香蕉樹樹幹的皮作為織布的原料，編織香蕉絲工藝製品，從香蕉樹的種植、砍伐、刮絲、晾曬、分線、接線、綑線、整經到編織、染色等繁瑣的工序中，累積了噶瑪蘭族編織文化技藝。
因現代材質紡織品傳入，耗時耗工的香蕉絲編織工藝逐漸式微，至1980年代面臨了斷層危機，幸於1990年代噶瑪蘭族進行族群文化的復振，部落耆老工藝師們重新開始織布，復育香蕉絲傳統地機織布的技藝，延續香蕉絲工藝的傳承。亦帶起社區手作香蕉絲編織的文化風潮，並結合觀光休閒與文化教育，推廣噶瑪蘭族在地文化，讓部落得以永續經營。

## 觀光景點

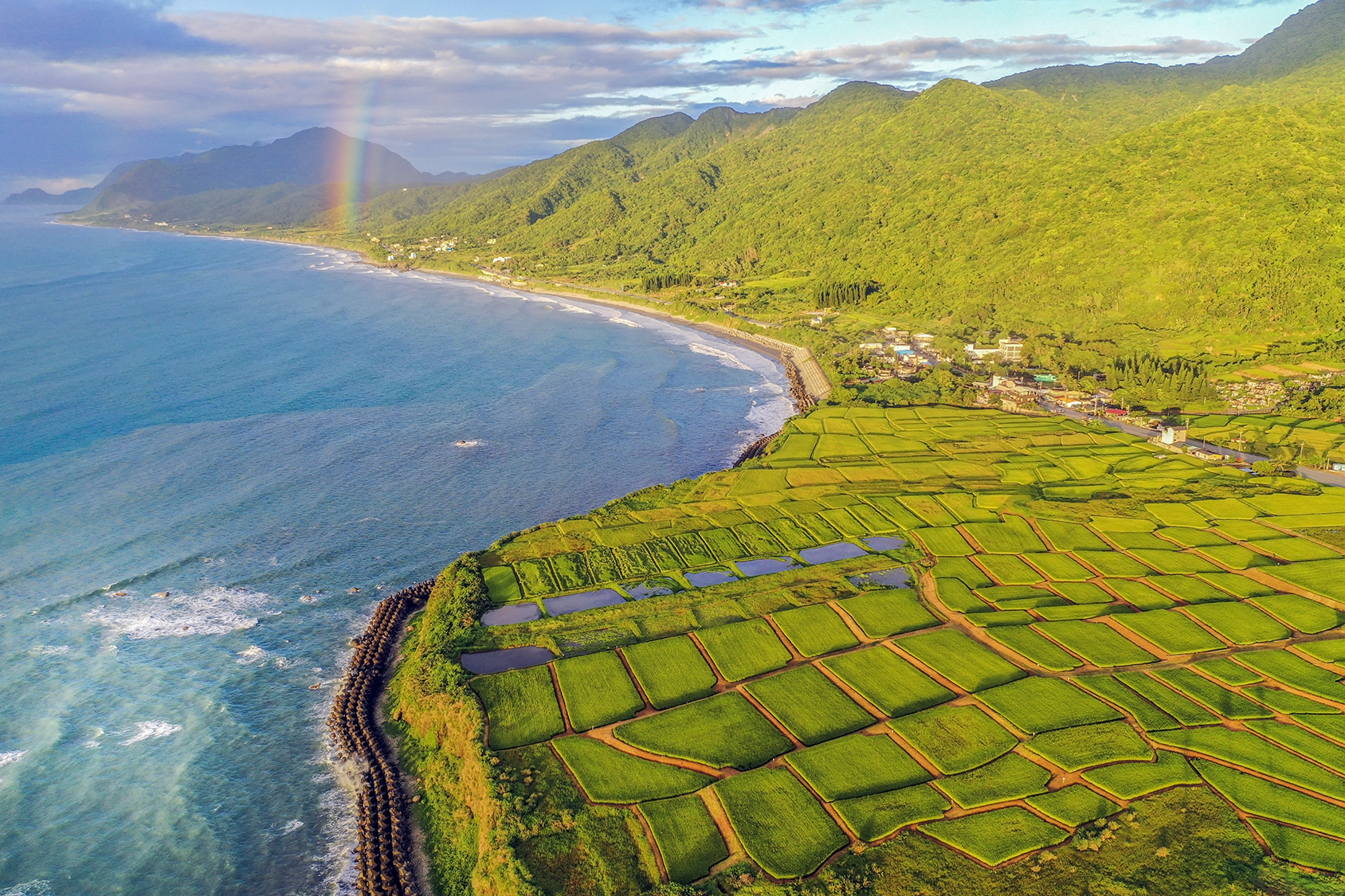
新社水稻梯田

- 新社香蕉絲工坊
- 新社水稻梯田[8]
- 親不知子斷崖、豐濱天空步道
- 新社遺址